# Kallima roepstorfii
Kallima roepstorfii är en fjärilsart som beskrevs av Moore 1897. Kallima roepstorfii ingår i släktet Kallima och familjen praktfjärilar. Inga underarter finns listade i Catalogue of Life.